# Lawn (Texas)
Lawn is een plaats (town) in de Amerikaanse staat Texas, en valt bestuurlijk gezien onder Taylor County. Lawn ligt ongeveer 35 km ten zuiden van Abilene en zo'n 280 km ten westen van Dallas.

## Demografie
Bij de volkstelling in 2000 werd het aantal inwoners vastgesteld op 353,
en bij die in 2010 werden 314 inwoners geteld.

## Geografie
Volgens het United States Census Bureau beslaat de plaats een oppervlakte van 1,5 km². Lawn ligt op ongeveer 615 m boven zeeniveau.

## Klimaat
De plaats heeft een vochtig subtropisch klimaat met koele tot milde winters.